# Heliconia chartacea
Heliconia chartacea là một loài thực vật có hoa trong họ Heliconiaceae. Loài này được Lane ex Barreiros mô tả khoa học đầu tiên năm 1972.

## Hình ảnh

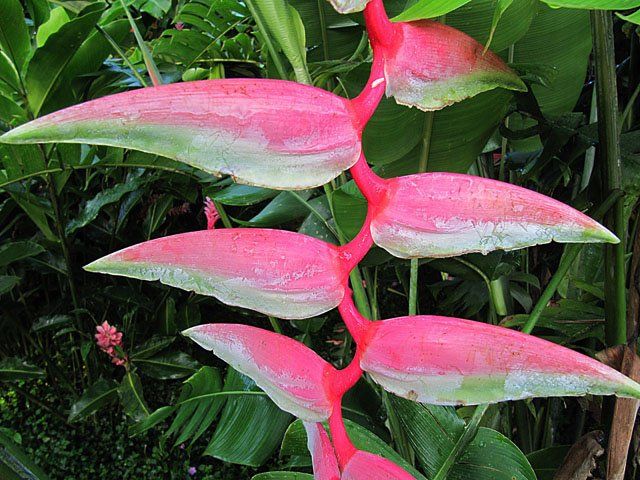
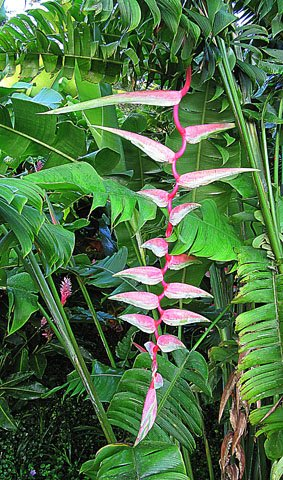
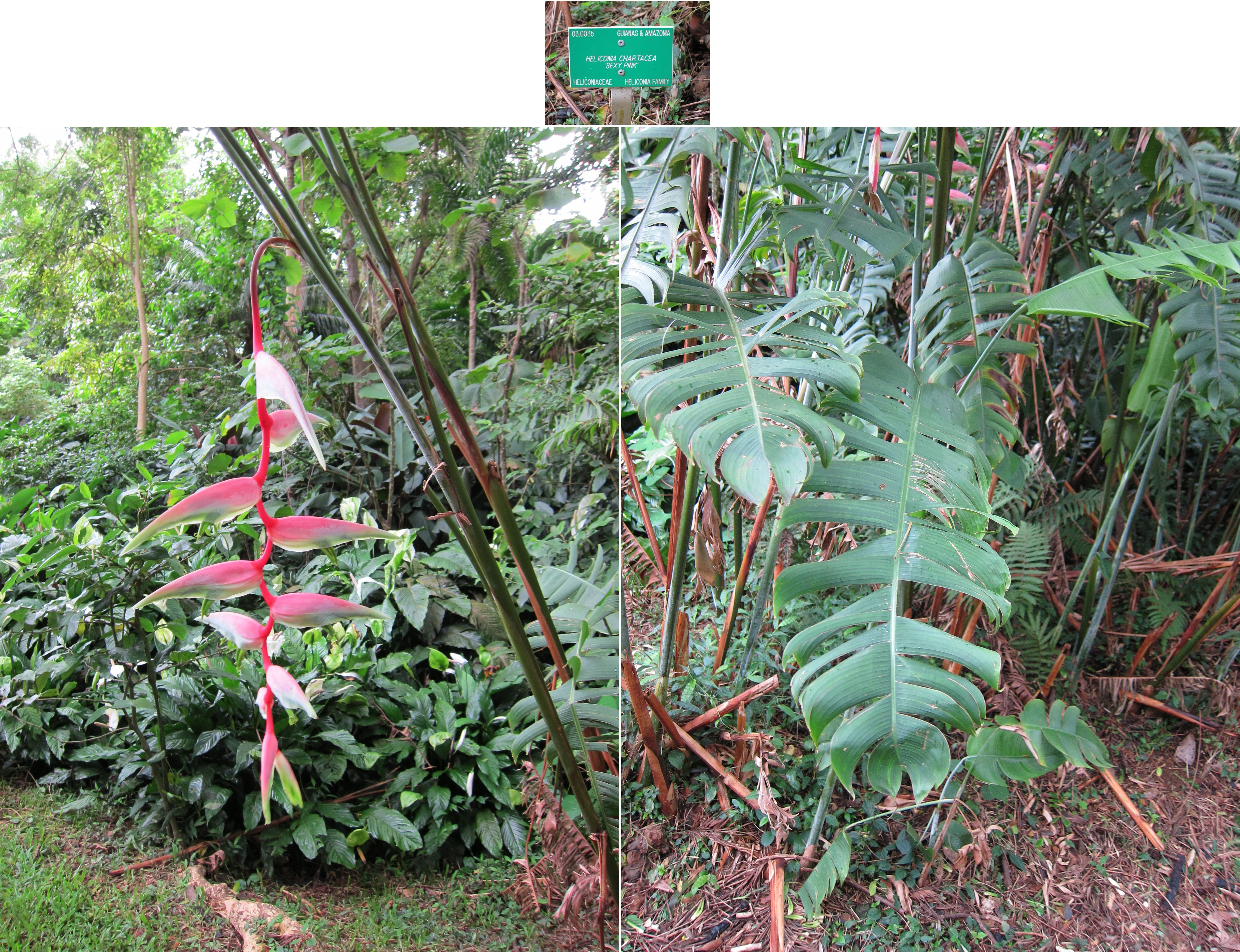
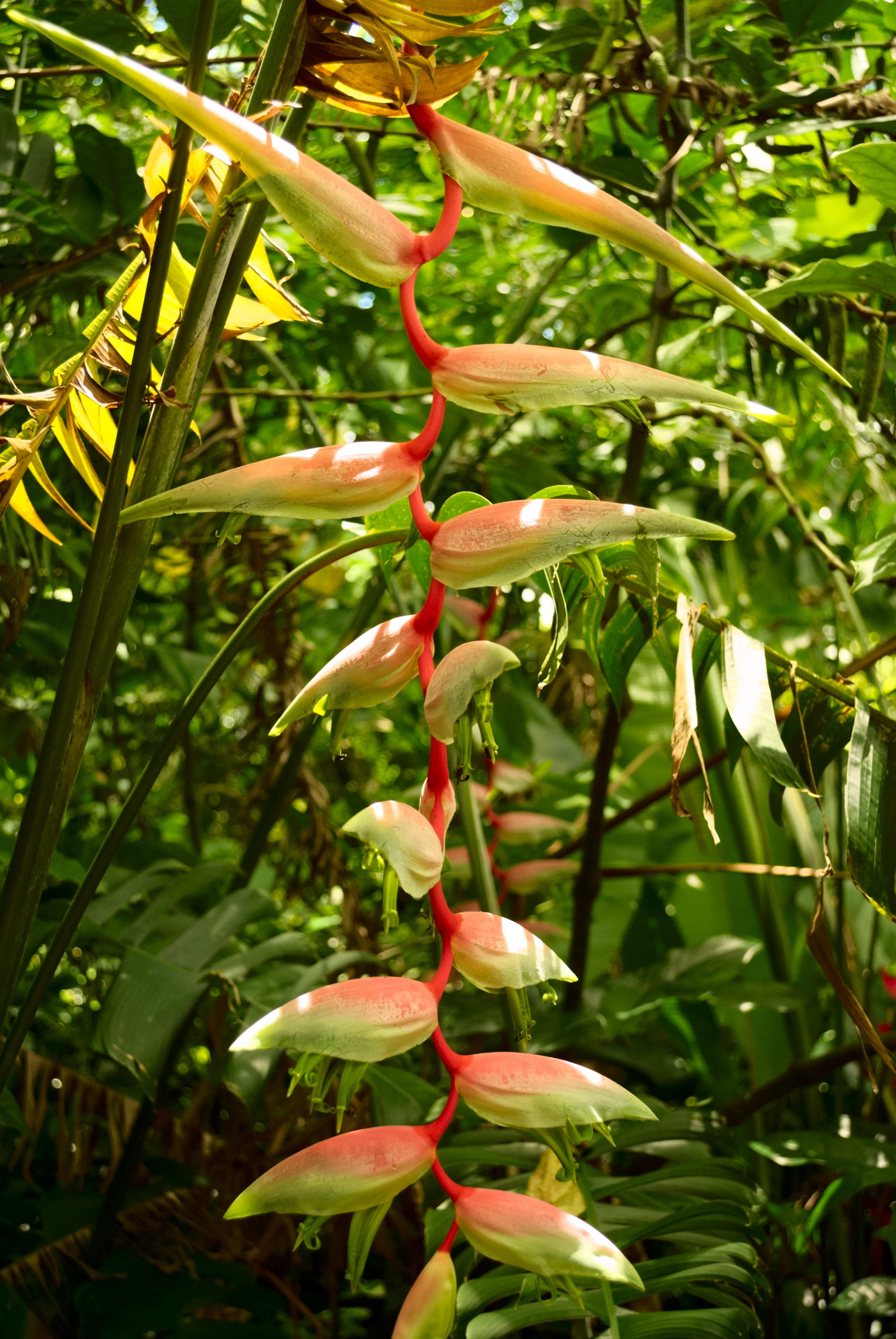